# المحمل (خنشلة)
المحمل بلدية من بلديات ولاية خنشلة جمهورية الجزائر تقع في جبال الأوراس (أوراس النمامشة) وينحدر معظم سكنها من الشاوية.
وتبعد عن عاصمة الولاية 7 كيلوميتر شرقا وتعتبر ثاني أكبر تجمع سكاني في الولاية حيث يفوق عدد سكانها 38.706 نسمة. حسب إحصائيات ٢٠٠٨.

## أصل التسمية
المحمل وهي الماء حمل أي الماء جرى نسبة إلى جبالها الشرقية التي يحمل وديانها بسرعة وتصب معضمها في الأودية التي تصل فيما بعد إلى شط ملغيغ وكما تسمى تازقاغت وهي كلمة شاوية معناها الحمراء وسميت هكذا نسبة إلى الدماء التي سفكت في إحدى المعارك بين عرش النمامشة ولحراكته فاختلط أحد وديان المنطقة بكثرة الدماء فأصبح أحمر وهذا ما يتداوله سكان المنطقة وسكانها يدعون بالعرش الأحمر وترد تارة هذه التسمية إلى أحد النباتات المشهورة في المنطقة وتسمى هي أيضا ازوقاغث يعني الحمراء باللهجة المحلية.[بحاجة لمصدر]

## التاريخ
يعود تاريخ إعمار منطقة المحمل إلى العصر الروماني حيث يوجد قصر للحاكم الروماني على المنطقة المسمى ب سيداس ثم جأت الهجرة الهلالية سنة 441 هـ 1049م لتكتب تاريخا آخر في المنطقة بعد الحروب المتتالية بين قبيلة زناتة الأمازيغية وبنو دريد فرع من بني هلال العربية واستقر الأمر في الأخير لبني هلال وبعدها اذعن الامازيغ لبني هلال رغم مدنية الامازيغ وبدوية بني هلال وفيما بعد شكلو جبهة موحدة لمواجهة الحراكتة الذين هم أيضا من بني هلال لكن من فرع زغبة من الشمال (كما أثبت هذا ابن خلدون في تاريخه) ثم بعد الاحتلال الفرنسي للجزائر بنية أول قلعة في المنطقة سنة 1911 والمسمى ب (لاصاص) ثم بدأت بعدها النوى الأولى للمدينة.[بحاجة لمصدر]

## التجمعات السكنية
- تازقاغت ويقطن بها حوالي 39000 نسمة
- أولاد عز الدين ويقطن بها حوالي 2000 نسمة
- اشرثيثن ويقطن بها حوالي 800 شخص
- أولاد امراح ويقطن بها حوالي 400

وتتوزع ما يقارب 9000 نسمة على الأرياف.
ومن الآثار القاديمة الدالة على إعمار المنطقة قبل قرون عدة يوجد ضريح من أضرحة الآثار الرومانية (ضـريـح سـدياس) بقرية أولاد عزالدين حيث يوجد فيها مكان حراصة يسمى عرفا «قصر الجازية» هو في الأصل قبر أو ضريح لأحد أكابر الرومان سداسي الشكل يصل طول ضلع فيه إلى 2,18م ويبلغ إرتقاعه 7 أمتار

## الجغرافيا

شط السبخة

يوجد ببلدية المحمل سلسلة جبال المحمل  والتي كانت حصنا لثورة نوفمبر 1954 وأعلى قمة بها هي قمة طويلة اوعمارة.
وتشتهر أيضا بسهول السبيخة وهي أراضي زراعية خصبة غير أن المياه فيها كثيرة الملوحة.
وتحوي أيضا على مناطق رطبة «كشط السبيخة» تحت إحداثيات [ 15.° 7 شرقا] و[ 20.°35 شمالا]